# Iglesia y Convento de São Francisco
La Iglesia y Convento de São Francisco fue un conjunto arquitectónico religioso ubicado en el distrito de Sé en el centro histórico de la ciudad de São Paulo, Brasil. En la actualidad el convento fue derruido y en su lugar se levanta la Facultad de Derecho de la Universidad de São Paulo. La iglesia, por el contrario, aún existe. Junto a ella se levanta la iglesia de las Llagas del Seráfico Padre San Francisco construida por la Orden Terciaria de San Francisco.
Todo el conjunto arquitectónico conformado por la facultad y las dos iglesias tiene un gran valor histórico para la ciudad y se ubican en el Largo de São Francisco.

## Historia
Los miembros de la Orden Franciscana llegaron a São Paulo provenientes de Bahía, en 1639, y se instalaron inicialmente en la iglesia de Santo Antônio (actual Plaza del Patriarca. El lugar fue considerado insalubre y, luego de un pedido a la Cámara Municipal en 1642, se mudaron a un terreno ubicado en una de las laderas de la colina donde fue fundada la villa. En ese lugar, en el actual Largo de São Francisco, construyeron su convento que fue inaugurado el 17 de septiembre de 1647.
La iglesia fue modificada a partir de mediados del siglo XVIII, lo que le dio su actual forma barroca. Tiene una única nave y posee, en el transepto, dos retablos de talla barroca de estilo D. João V. Se destacan también las sillerías del coro de madera de jacaranda. A finales del siglo XIX (1880), la iglesia y el convento anexo fueron muy dañados por un incendio. En esa época se instaló en el altar mayor un nuevo retablo comprado en Alemania.  El techo curvo de madera de la nave tiene pinturas sobre la vida de San Francisco de 1953 hechas nuevamente a partir de las que fueron destruidas en el incendio de 1880.